# 热那错
热那错，位于中国西藏自治区阿里地区改则县境内，地处改则县南部。湖面海拔4595米，面积17平方公里。湖区年均气温0～2℃，年均降水量100～150毫米。湖水主要依靠地下径流补给，集水区面积440平方公里。